# Irk Károly
Irk Károly (Csernátfalu, 1882. augusztus 28. – Budapest, 1924. július 1.) vegyészmérnök, biokémikus. Az első magyarországi gyógynövénykutató intézet alapítója, Irk Albert (1884–1952) jogász, kriminológus bátyja.

## Élete
Felsőfokú tanulmányait előbb a kolozsvári, majd a budapesti tudományegyetem kémia szakán folytatta, bölcsészdoktori oklevelét végül 1905-ben szerezte meg Budapesten. 1907-től a kolozsvári Gazdasági Akadémián oktatott tanársegédként. 1908-ban az intézmény szervezeti keretén belül megalapította az ország első gyógynövény-kísérleti állomását. 1914-ben állami ösztöndíjjal németországi tanulmányutat tett, amelynek során a német gyógynövény- és illóolajiparról szerzett közelebbi ismereteket. 1915-től a földművelésügyi minisztérium kísérleti osztályának munkatársaként dolgozott, ezzel párhuzamosan korai haláláig az 1918-ban megalakult fővárosi Gyógynövénykutató Intézet tudományos-szakmai munkáját irányította igazgatóként.
Síremlékét 2010 tavaszára emeltette a Fiumei úti sírkertben a Nemzeti Emlékhely és Kegyeleti Bizottság.

## Munkássága
Munkásságával megvetette a magyarországi gyógynövényipar alapjait. Kutatásaiban és írásaiban növényi biokémiával, gyógynövényipari kémiai eljárásokkal és a gyógynövénytermelés gazdasági hasznával foglalkozott.

## Főbb művei
- A gázok abszorpció-koefficienseinek a hőmérséklettel való változása sóoldatokban, Budapest, 1905.
- A magyar borsosmenta olaj mentholtartalmáról, Budapest, 1910 (Baintner Ferenccel).
- Adatok a bivaltejek vizsgálatához, Budapest, 1910 (Baintner Ferenccel).